# Organización territorial de Honduras

## Límites

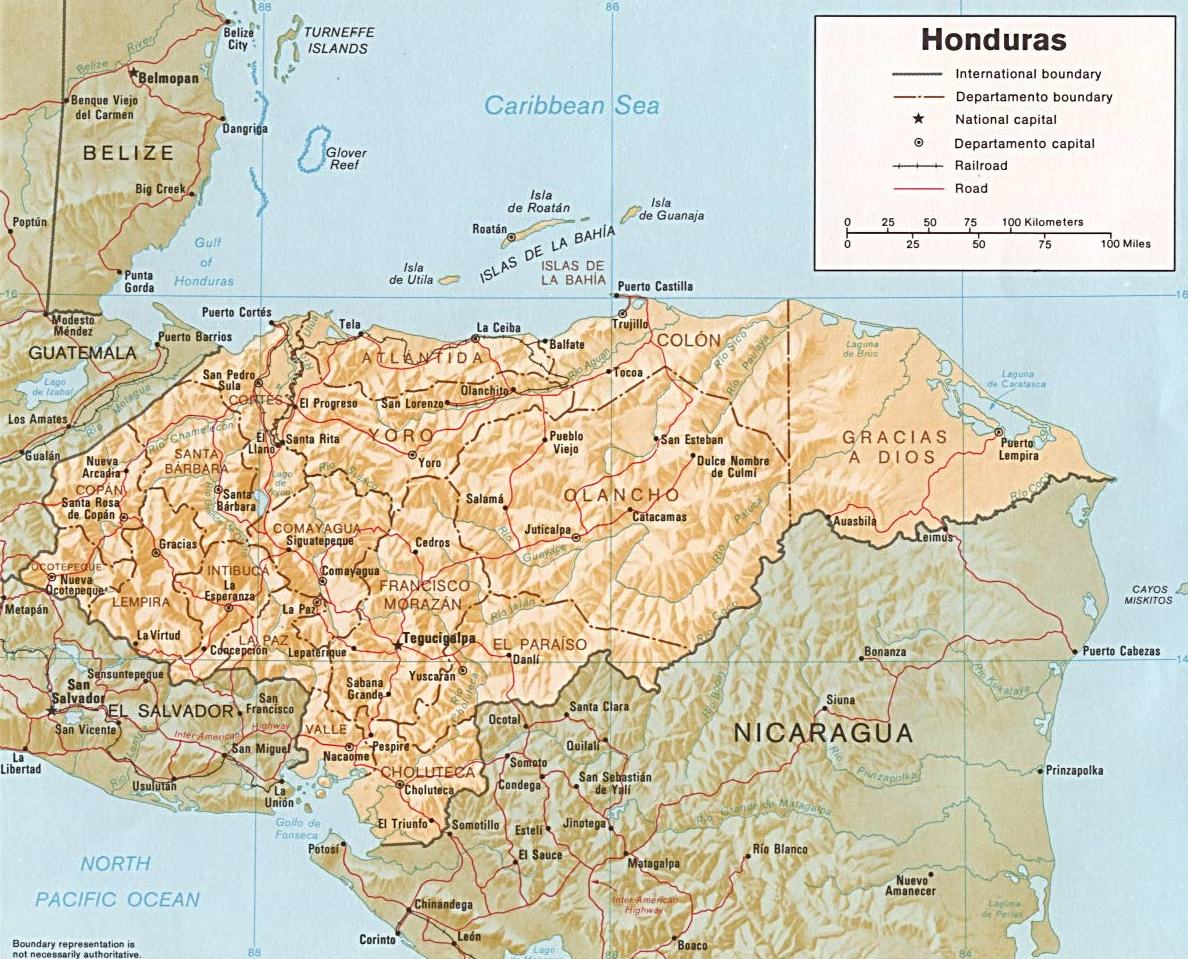
Mapa de la ubicación y límites de Honduras.

Honduras tiene límites con otros tres países centroamericanos y dos líneas de costas bañadas por mares diferentes. Al norte, el territorio hondureño limita con el mar Caribe, en el Océano Atlántico, hasta el cabo Gracias a Dios, en una extensión de litoral de 671 km aproximadamente. En el Atlántico, Honduras comparte límites marítimos con Belice, Guatemala,  Cuba, Jamaica, las Islas Caimán, México, Nicaragua, y Colombia.
Al Oeste y Noroeste está limitada por Guatemala desde la desembocadura del río Motagua  hasta el vértice del ángulo formado por esta línea y la que corresponde a los límites de Honduras con El Salvador, cerca del lugar denominado como cerro de Montecristo, en una extensión de frontera de 256 km.
Al suroeste, Honduras limita con la república de El Salvador. Con esta república, tiene una frontera terrestre de 375 km de largo, cerca del cerro de Montecristo en el departamento de Ocotepeque, hasta la desembocadura del río Goascorán.
Del lado Sur, Honduras limita con el Golfo de Fonseca, en el Océano Pacífico, donde tiene una extensión de 133 km de costa, hasta la parte inferior de la desembocadura del río Negro. Desde este punto hasta la confluencia del río Guasaule con el Negro sigue la línea de límites en una extensión de frontera con Nicaragua de 37 km.
A partir del punto de confluencia citado, el territorio hondureño está limitado, al Este y Sureste, por Nicaragua, hasta la desembocadura del río Coco o Segovia, en el Océano Atlántico, en una extensión de frontera de aproximadamente 829 km. En conclusión, el perímetro del territorio hondureño se ha calculado en 2401 km, así: litoral norte, 671 km; litoral del Golfo de Fonseca, 133 km; frontera con Guatemala, 256 km; frontera con El Salvador, 375 km; y frontera con Nicaragua, 966 km. La mayor longitud del territorio hondureño es de 676 kilómetros desde el cerro de Montecristo en el departamento de Ocotepeque hasta el cabo de Gracias a Dios; mientras la anchura máxima es de 369 kilómetros desde Punta Caxinas, en el departamento de Colón, hasta la antigua desembocadura del río Negro, en el golfo de Fonseca.
| Noroeste: Guatemala   | Norte: Mar Caribe     | Nordeste: Mar Caribe |
| Oeste: Guatemala      |                       | Este: Nicaragua      |
| Suroeste: El Salvador | Sur: Golfo de Fonseca | Sureste: Nicaragua   |

## Historia

### Inicios
Honduras fue parte de la Capitanía General de Guatemala, junto a Chiapas, Guatemala, Nicaragua, Costa Rica, El Salvador, y lo que hoy es el territorio de Belice. Durante este periodo, Honduras se dividía en dos provincias: Comayagua y Tegucigalpa, los cuales se subdividían en once partidos.
El 15 de septiembre de 1821, Honduras y los estados centroamericanos se convirtieron en estados libres e independientes de la Corona española. Estos pasaron a formar por un corto período parte del imperio mexicano liderado por Agustín de Iturbide. El 1 de julio de 1823 a excepción de Chiapas, los estados centroamericanos, lograron la independencia de México y se convirtieron por un corto periodo, en las Provincias Unidas de C.A.
En 1824,  los estados de Honduras, Guatemala, El Salvador, Nicaragua, y Costa Rica se transformaron en la República Federal de Centroamérica. En 1825, al practicarse la primera la elección presidente de la naciente República Federal, el estado hondureño estaba dividido en 12 partidos, así: Comayagua, Tegucigalpa, Choluteca, Nacaome, Cantarranas (San Juan de Flores), Juticalpa, Gracias, Los Llanos, Santa Bárbara, Trujillo, Yoro y Segovia (hoy Nicaragua).
Luego de las elecciones, República Federal de Centroamérica, era gobernada por el salvadoreño Manuel José Arce, y el estado de Honduras por el jefe de Estado, Don Dionisio de Herrera. Fue Dionisio de Herrera quien el 28 de junio de 1825 dividió el territorio hondureño en siete departamentos, a saber, (1) Comayagua, (2) Gracias, (3) Tegucigalpa, (4) Yoro, (5) Santa Bárbara, (6) Choluteca y (7) Olancho.

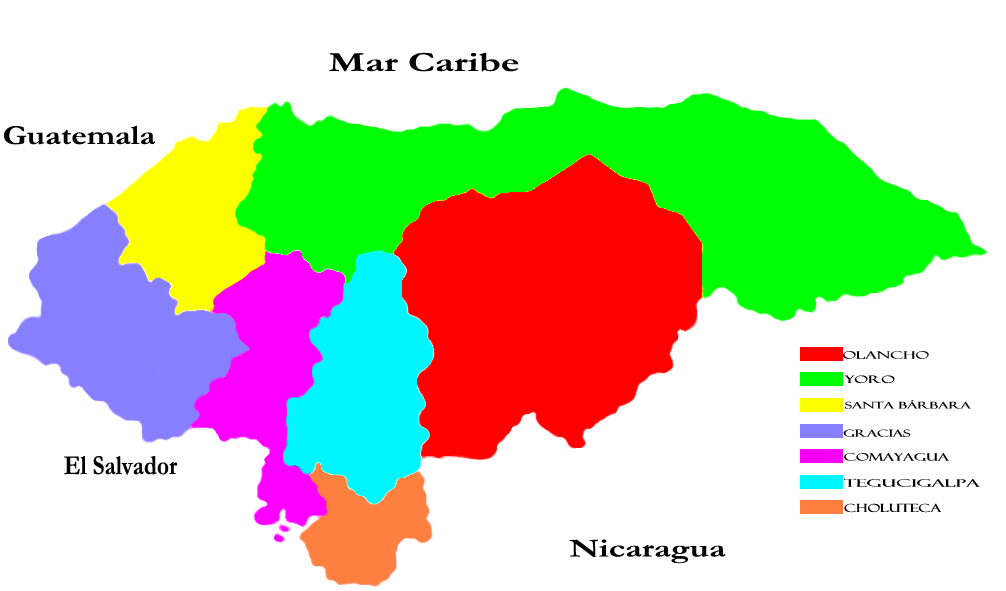
Mapa de la primera división política de Honduras

Posteriormente a este decreto, y más precisamente en 1834, por acuerdo de la asamblea extraordinaria de Honduras se reformó la primera División Política de Honduras y se redujo de siete a solamente cuatro departamentos. Comayagua (Se unió a San Pedro Sula), Gracias (Se unió a Santa Bárbara), Tegucigalpa (Se unió a Choluteca), Yoro (Se unió a Olancho). Esta división política no superó las expectativas del estado hondureño, y se revirtió, quedando de nuevo vigente, la División Política de Honduras de 1825.
El 5 de noviembre de 1838 Honduras se declaró estado libre, soberano e independiente del antiguo Gobierno Federal de los demás Estados y de todo otro Gobierno o Potencia Extranjera. Desde su independencia absoluta, no se reporta en Honduras ninguna otra división departamental hasta 1868.
En 1869 bajó el gobierno del general José María Medina se crearon los departamentos de Copán, La Paz, El Paraíso. De acuerdo al Congreso de la república de Honduras, la creación de estos tres departamentos se debe a “que el extenso territorio que comprenden algunos de los departamentos existentes, hace difícil que se sienta en muchos pueblos la pronta y benéfica acción de la autoridad publica, y que es de grande interés remover este inconveniente.” Fue por eso que el 28 de mayo de 1869 se decreta la creación de estos tres nuevos departamentos de la siguiente manera;
“La jurisdicción del departamento de Copan, antes comprendida en el de Gracias, se extiende a toda la sección judicial que hoy tiene, con excepción de Guarita, que continuara perteneciendo al departamento de Gracias. Sus límites con este serán la cima de la montaña de Celaque, desde la confluencia de la quebrada de Siliantuque y el Higuito hacia el S. O. Hasta las cabeceras del Sumpul y su capital la ciudad de Santa Rosa.”
Además, “forman el departamento de La Paz, los círculos Gubernativos de la ciudad de este nombre, Marcala, Lamani, Aguanqueterique y Reitoca que antes correspondían al de Comayagua; y sus límites con este, Gracias Tegucigalpa y Choluteca, se extienden hasta donde alcanzan las jurisdicciones de los respectivos círculos fronterizos. Es Capital la ciudad del mismo nombre de este nuevo departamento.”
“Componen el departamento del Paraíso, toda la demarcación jurisdiccional de los círculos Gubernamentales de Danlí, Yuscaran y Texiguat, inclusive el pueblo de Guinope que se anexó al segundo de los círculos enunciados.”

### Islas de la Bahía

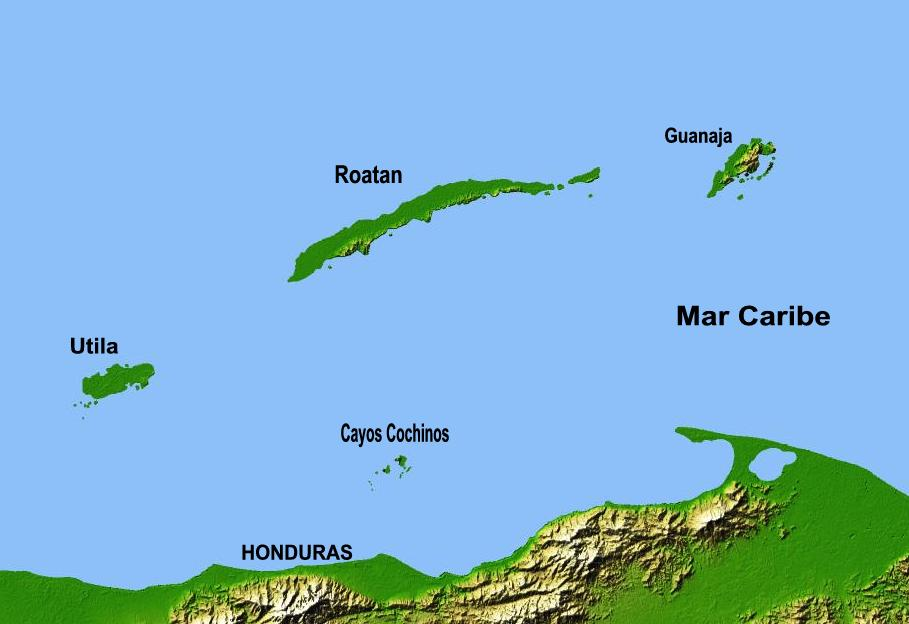
Islas de la Bahía, departamento insular de Honduras

A principios del siglo XIX el gobierno de la Gran Bretaña se apropió nuevamente de las Islas de la Bahía junto a otros territorios de Centroamérica. Esto llamó la atención del de los Estados Unidos...que veía en tales hechos una positiva amenaza contra la soberanía e independencia de Centroamérica.
Manifestaciones oficiales y de la prensa en ese sentido, dieron, por consecuencia, la celebración del tratado "Clayton-Bulwer,'" firmado el 11 de abril de 1850 entre los Estados Unidos de América y la Gran Bretaña, "acordando [...] ni ocupará, ni fortificará, ni colonizará, ni asumirá o ejercerá dominio alguno sobre Nicaragua, Costa Rica, la Costa de Mosquitos, o cualquier parte de Centroamérica"
En virtud de esa convención tan explícita, debieron cesar las hostilidades británicas sobre las Islas de la Bahía; pero en 11 de julio de 1852 el Superintendente de Belice declaró oficialmente: "Que S. M. B. se había dignado constituir una colonia de Roatán, Bonaca, Utila, Burbareta, Elena y Morat, designada con el nombre de Colonia de las Islas de la Bahía."
"La organización de aquella colonia contra lo dispuesto en el tratado Clayton-Bulwer, llamó con justicia la atención del Congreso de los Estados Unidos, y después de considerarse oficialmente el asunto, la Comisión de Relaciones Exteriores del Senado, declaró: "que las Islas de la Bahía eran de Honduras, y que su ocupación por la Gran Bretaña constituía una violación del mismo tratado."
Comprendiendo entonces el Gobierno británico la gravedad de tan injustificable procedimiento, y la amenaza que envolvía un hecho que podía comprometerlo en serias cuestiones, especialmente con el de los Estados Unidos, comisionó a Charles Lennox Wyke en calidad de enviado extraordinario y ministro plenipotenciario para arreglar con el Gobierno hondureño el asunto de las Islas de la Bahía y parte del territorio de Mosquitia.
El Presidente hondureño nombró por su parte para firmar el convenio...á don Francisco Cruz Castro, quien con plenas instrucciones concluyó con el representante británico el Tratado de Comayagua de 29 de noviembre de 1859, cuyo primer artículo dice así:

"Considerando la posición peculiar geográfica de Honduras y en orden á asegurar la nentralidad de las islas adyacentes, con referencia al ferrocarril ú otra línea de comunicación que pueda construirse á través del territorio de Honduras en la tierra firme, S. M. B. conviene en reconocer las islas de Roatán, Guanaja, Elena, Utila, Barbareta y Morat, conocidas por las Islas de la Bahía y situadas en la Bahía de Honduras, como una parte de la República de Honduras."

En 1872, las Islas de la Bahía se constituyeron en uno de los departamentos de Honduras. Ese mismo año se creó el departamento de la Victoria. Pero dos años (1874) más tarde desapareció y se unió de nuevo a Choluteca.

### Islas del Cisne

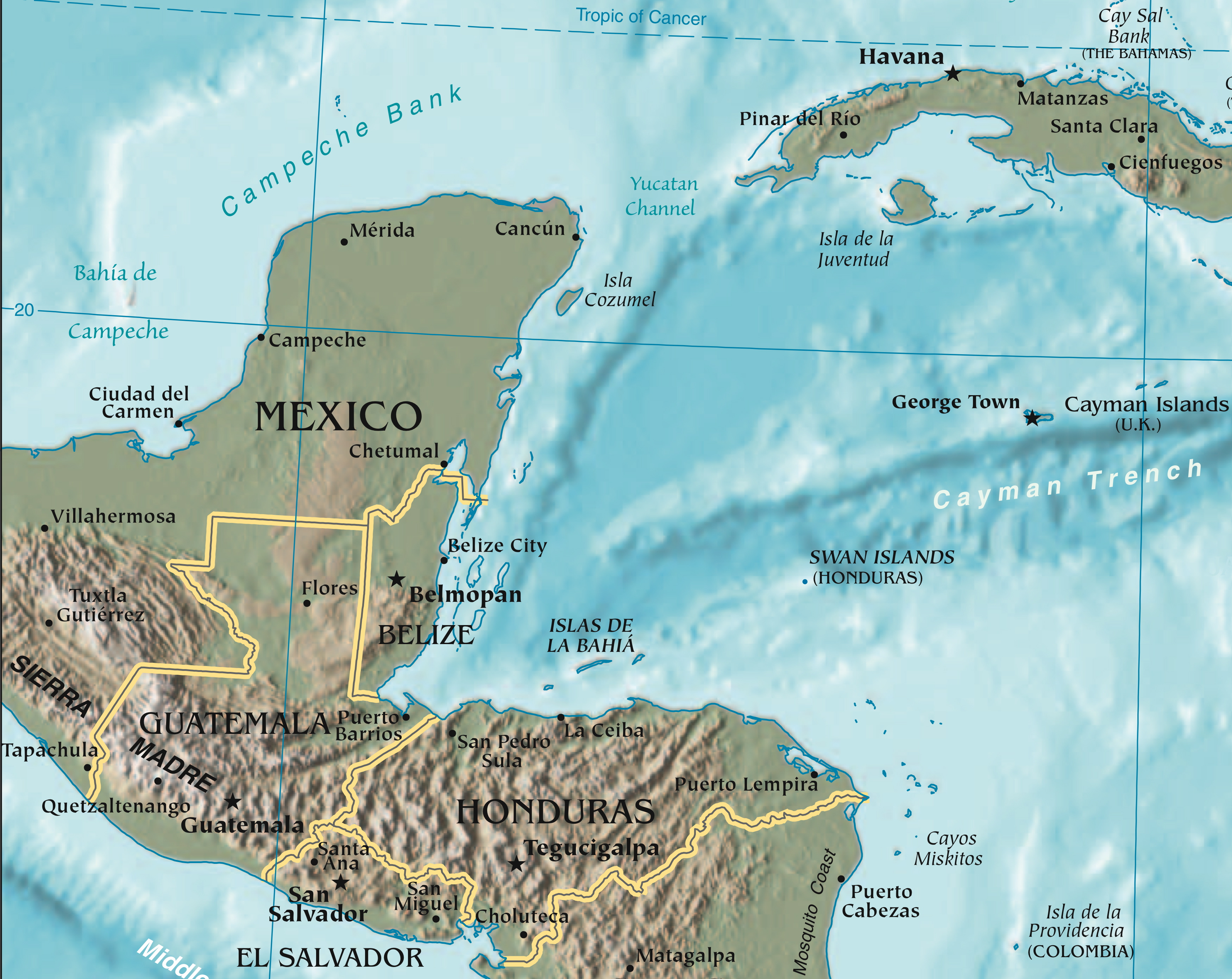
Mapa de la zona, las islas del Cisne en inglés se las conoce en inglés como "Swan Islands".

En 1971 Estados Unidos entregó las islas del Cisne a Honduras tras firmar el Tratado de las islas del Cisne. El archipiélago está formado por tres islas: Cisne Grande con 5.5 km², Cisne Pequeño con 2.5 km² y el Cayo Pájaro Bobo (Booby Cay) con menos de 0.01 km². Las islas están deshabitadas a excepción de una pequeña guarnición naval hondureña permanente estacionada en la isla Gran Cisne que mantiene el aeropuerto de las Islas del Cisne.

### Quinta y sexta división

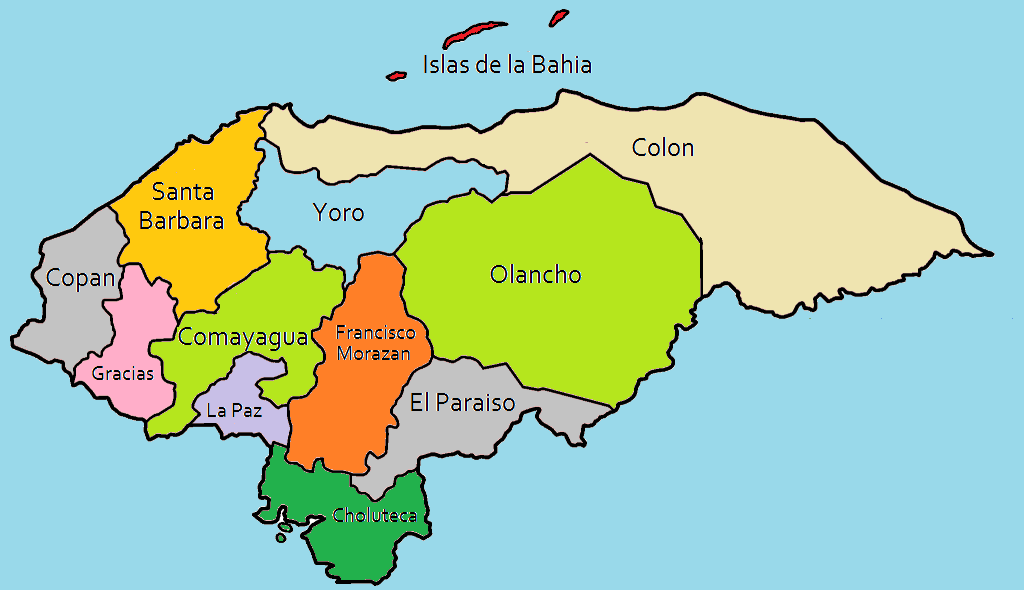
5.ª, División departamental de Honduras

La quinta división departamental de Honduras se realizó el 19 de diciembre de 1881 bajo el gobierno del presidente, Ponciano Leiva. En esta fecha, se creó el departamento de Colón. Desde 1825 hasta la fecha de su creación, Colón formó parte de Yoro. El decreto en el cual se crea este departamento dice así:
(1). Segregar el círculo de Trujillo del Departamento de Yoro. (2). Formar de dicho círculo unido a la Mosquitia un nuevo Departamento de la República. (3). Erigir en capital de este departamento a la ciudad de Trujillo.
“El círculo de Trujillo compuesto por el Municipio de Trujillo y el Municipio de Santa Fe, pertenecía a Yoro y la Mosquitia era un Departamento."

La sexta División Política de Honduras se realizó durante el gobierno del Doctor Marco Aurelio Soto. Esto fue por petición del Gobernador Político del departamento de Gracias, Sr. José María Cacho, quien en un informe explicaba la gran necesidad y conveniencia de dividir en dos este último ya que por su gran extensión era muy difícil su administración. A raíz de esta solicitud, el 7 de marzo de 1883 se solicitó oficialmente la creación de un nuevo departamento bajo Decreto n.º 10.
El 16 de abril de ese mismo año se emitió el Decreto de creación del nuevo departamento, al que llamaron Intibucá. Se formó con los círculos de La Esperanza y Camasca que pertenecía a Gracias y Masaguara y Jesús de Otoro de La Paz. Está ubicado en la zona Occidental más montañosa y alta de Honduras, a unos 1,600 metros sobre el nivel del mar. Su cabecera departamental es la ciudad de La Esperanza y su extensión territorial es de 3,123 km².

### Séptima división departamental

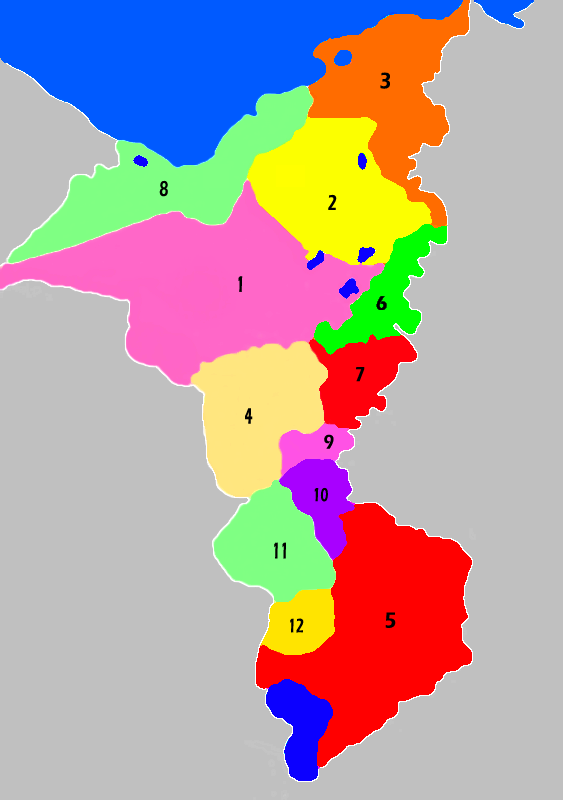
Mapa político administrativo de Cortes

La séptima división política de Honduras arrojo el nacimiento de dos nuevos departamentos. Estos fueron los departamentos de Cortés y el departamento de Valle, durante el mandato del General Domingo Vásquez.
Primeramente,  el 4 de julio de 1893 el general Vásquez decreto la creación del departamento de Cortés basado en el auge que el comercio y la agricultura habían tomado en esa época, especialmente el distrito de San Pedro Sula. Asimismo se tomó bajo consideración la riqueza natural del territorio y el número de sus habitantes. Según lo indica el decreto, este territorio, tenía elementos de vida propia, aún superiores a los de otros departamentos de la república. Cortés formaba parte del departamento de Santa Bárbara.
Además,  el 11 de julio de ese mismo año,  fue creado en la zona sur del país, el departamento de Valle tomado del departamento de Choluteca. El territorio que compone este departamento, perteneció anteriormente a Comayagua y Choluteca y después a La Paz. Para la creación de este nuevo departamento se consideró que "la grande extensión del Departamento de Choluteca impide que sea administrado con la regularidad y eficacia que demanda el interés público."
Asimismo, "que la circunstancia de ser dicho Departamento limítrofe con las Repúblicas de Nicaragua y El Salvador, no permite a las autoridades Departamentales, en tiempos de disturbios, atender convenientemente a ambas fronteras.  "Que según aparece de los datos acumulados, los Distritos de Nacaome y Goascorán por el número de su población y por las rentas que producen, contienen los elementos necesarios para formar una entidad departamental independiente."

### Últimas divisiones

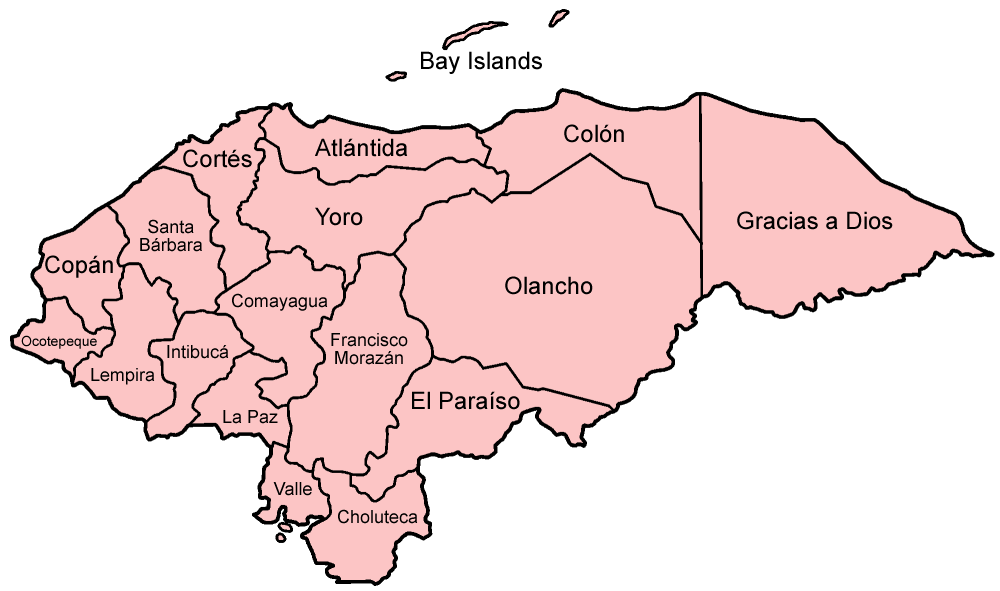
Así quedó el mapa departamental de Honduras en 1957

Durante las últimas divisiones departamentales de Honduras se crearon tres departamentos, Atlántida (1902), Ocotepeque (1906) y Gracias a Dios (1957). Primeramente, El departamento de Atlántida, fue creado el 24 de febrero de 1902 durante el gobierno del general Terencio Sierra y bajo el decreto número 51. A este departamento, se le agregaron los importantes municipios de La Ceiba y El Porvenir que formaban parte del departamento de Colón. Además, el municipio de Tela que era parte del departamento de Yoro.
Posteriormente, el 17 de febrero de 1906, la Asamblea Nacional Constituyente divide el departamento de Copán y crea el departamento de Ocotepeque. Durante la primera división política Ocotepeque formó parte del Departamento de Gracias, formando parte del Partido de Santa Rosa. En 1869, Ocotepeque perteneció al Departamento de Copán. Según Decreto n.º 106. “LA Asamblea Nacional Constituyente. Considerando: Que la conveniencia pública demanda la creación del Departamento de Ocotepeque. Decreta: Artículo No.1. Crease el Departamento de Ocotepeque, que lo formarán los Distritos de Ocotepeque y Sensenti…”
El último departamento, con el cual se culmina la división departamental de la república de Honduras se llama, Gracias a Dios. Este departamento se creó el 21 de febrero de 1957. Bajo el gobierno de una Junta Militar compuesta por el general Roque Rodríguez, Roberto Gálvez Barnes, y Héctor Caracciolli.
Esta Junta Militar, consideró necesario la creación de este departamento debido a las amenazas provenientes del gobierno de Nicaragua. Es por eso que el decreto de su creación número 52 señala, “Que los altos intereses del Estado exigen la creación de un Nuevo Departamento que permite el ejercicio eficaz de la acción Gubernativa y la mejor administración Política y Económica de la parte Oriental de la República.” Finalmente, el departamento de Gracias a Dios está ubicado en la parte nor-oriental de Honduras y tiene sus límites con el mar Caribe y Nicaragua.

## Lista de departamentos
Mapa de los departamentos de Honduras.
| Departamentos de Honduras | Departamentos de Honduras | Departamentos de Honduras | Departamentos de Honduras | Departamentos de Honduras | Departamentos de Honduras | Departamentos de Honduras |
| Departamento              | Bandera                   | ISO:HN                    | Cabecera                  | Población (2023)          | Superficie (km²)          | Densidad                  |
| ------------------------- | ------------------------- | ------------------------- | ------------------------- | ------------------------- | ------------------------- | ------------------------- |
| Atlántida                 |                           | HN-AT                     | La Ceiba                  | 506 044                   | 4,372                     | 115.7                     |
| Choluteca                 |                           | HN-CH                     | Choluteca                 | 489 926                   | 4,360                     | 112.4                     |
| Colón                     |                           | HN-CL                     | Trujillo                  | 359 000                   | 8,249                     | 43.5                      |
| Comayagua                 |                           | HN-CM                     | Comayagua                 | 590 367                   | 5,124                     | 115.2                     |
| Copán                     |                           | HN-CP                     | Santa Rosa de Copán       | 429 167                   | 3,242                     | 132.4                     |
| Cortés                    |                           | HN-CR                     | San Pedro Sula            | 1 876 658                 | 3,923                     | 478.4                     |
| El Paraíso                |                           | HN-EP                     | Yuscarán                  | 515 736                   | 7,489                     | 68.9                      |
| Francisco Morazán         |                           | HN-FM                     | Tegucigalpa               | 1 741 653                 | 8,619                     | 202.1                     |
| Gracias a Dios            |                           | HN-GD                     | Puerto Lempira            | 109 689                   | 16,997                    | 6.5                       |
| Intibucá                  |                           | HN-IN                     | La Esperanza              | 277 711                   | 3,123                     | 88.9                      |
| Islas de la Bahía         |                           | HN-IB                     | Roatán                    | 79 945                    | 236.0                     | 338.8                     |
| La Paz                    |                           | HN-LP                     | La Paz                    | 234 504                   | 2,525                     | 92.9                      |
| Lempira                   |                           | HN-LM                     | Gracias                   | 380 532                   | 4,228                     | 90.0                      |
| Ocotepeque                |                           | HN-OC                     | Ocotepeque                | 173 313                   | 1,630                     | 106.3                     |
| Olancho                   |                           | HN-OL                     | Juticalpa                 | 600 519                   | 23,905                    | 25.1                      |
| Santa Bárbara             |                           | HN-SB                     | Santa Bárbara             | 488 040                   | 5,024                     | 97.1                      |
| Valle                     |                           | HN-VL                     | Nacaome                   | 195 747                   | 1,665                     | 117.6                     |
| Yoro                      |                           | HN-YO                     | Yoro                      | 652 982                   | 7,781                     | 83.9                      |

## Municipios

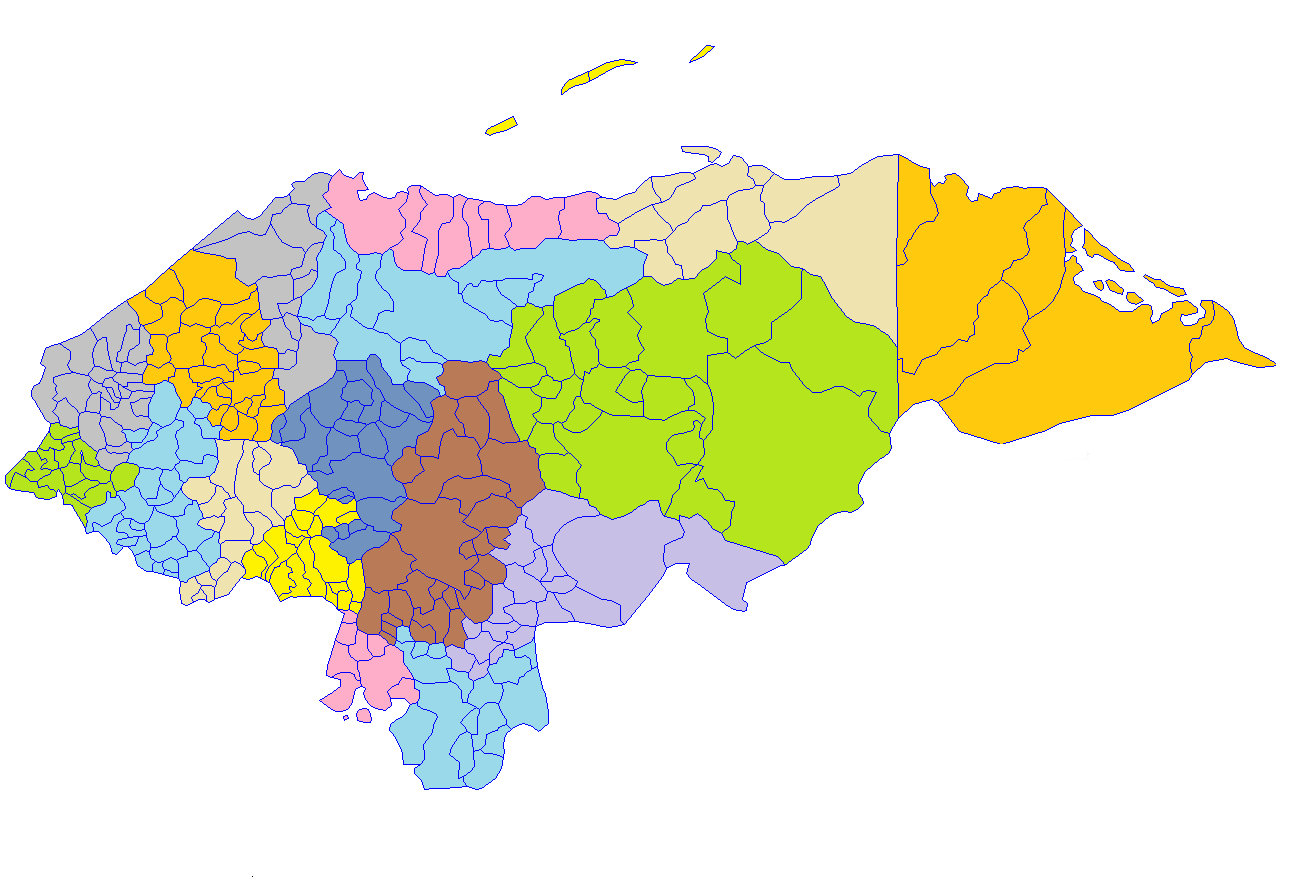
Municipalidades de Honduras

Los departamentos de Honduras se dividen en municipios. Estos municipios (o municipalidades) comprenden “un territorio legítimamente delimitado, está constituido por una o varias localidades (ciudades, pueblos, aldeas, poblados o caseríos), sus habitantes y una serie de bienes o patrimonio propio.
Los municipios de Honduras poseen “un órgano de gobierno local, llamado alcaldía, constituido por el alcalde, máxima autoridad ejecutiva local, y un concejo municipal, integrado por concejales, los cuales gobiernan y administran el municipio, y son elegidos periódicamente a través de comicios populares para representar los intereses de sus ciudadanos.”
Los 18 departamentos de la república de Honduras están constituidos por un total de 298 municipios. Estos municipios forman parte de la Asociación de municipios de Honduras (AMHON). Una entidad civil, representativa, de carácter nacional con fines no lucrativos, y no partidista, con plena capacidad para ejercer derechos, contraer obligaciones e intervenir en juicio con patrimonio propio y libre administración. La integran los 298 alcaldes y alcaldesas del país representantes de su municipio.
“AMHON se constituyó desde el 11 de abril de 1962 según Resolución Nº 16-1962 por acuerdo de la Secretaría de Gobernación y Justicia ordenada por el presidente de ese entonces Ramón Villeda Morales. En 1963, sus estatutos fueron reformados para darle a la ley y a la Institución la agilidad que reclamaban los cambios en el gobierno municipal. En la Asamblea del año 2009 se aprobaron las reformas más recientes a los Estatutos.”